# Hemitomaspis caligata
Hemitomaspis caligata is een halfvleugelig insect uit de familie schuimcicaden (Cercopidae). De wetenschappelijke naam van deze soort is voor het eerst geldig gepubliceerd in 1908 door Jacobi.